# Бабкин, Михаил Николаевич
Михаил Николаевич Бабкин (1922—1959) — майор Советской Армии, участник Великой Отечественной войны, Герой Советского Союза (1945).

## Биография
Михаил Бабкин родился 22 января 1922 года в селе Старая Тойда (ныне — Аннинский район Воронежской области) в семье крестьянина. Вырос в Киргизии, проживал в различных городах (Кызыл-Кия, Джалал-Абад, Фрунзе, Кок-Янгак). Получил неполное среднее образование, окончил аэроклуб во Фрунзе. 19 июля 1941 года он был призван на службу в Рабоче-крестьянскую Красную армию Кок-Янгакским районным военным комиссариатом Джалалабадской области Киргизской ССР. В 1943 году окончил военную авиационную школу пилотов в Чкалове (ныне — Оренбург). С 22 июня 1943 года — на фронтах Великой Отечественной войны, участвовал в боях на Воронежском, Степном, Западном, 2-м Белорусском фронтах. Летал на штурмовике «Ил-2».
Участвовал в Курской битве, наносил штурмовые удары по наступающим немецким подразделениям. 8 августа 1943 года в районе Харькова был тяжело ранен. 21 декабря вернулся на фронт.
12 февраля 1944 года отличился при освобождении города Витебска. Умело пилотируя самолёт Ил-2 в крайне сложных метеоусловиях, точно сбросил бомбы на полевую батарею противника, уничтожив орудия и расчёт.
20 июля 1944 года проявил героизм в бою за город Гродно. Находясь в зоне зенитного огня противника, сумел в составе группы из 6 штурмовиков Ил-2 трижды зайти на цель — наступающие танковые части врага, а также отразить атаку 4 немецких самолётов ФВ-190.
К концу войны старший лейтенант Михаил Бабкин был заместителем командира эскадрильи 198-го штурмового авиаполка 233-й штурмовой авиадивизии 4-й воздушной армии 2-го Белорусского фронта. По состоянию на 24 марта 1945 года Бабкин совершил 145 боевых вылетов, во время которых лично уничтожил 85 автомашин, 10 БТР, 5 самоходных орудий, около 35 железнодорожных вагонов, 3 станционных здания, более 1 километра железнодорожных путей, 2 паровоза, 7 самолётов на аэродромах и 1 — в воздушном бою, 4 склада с боеприпасами и 2 — с горючим, 3 переправы, около 65 повозок, 5 батарей зенитной и полевой артиллерии, 15 блиндажей. В результате штурмовок было убито и ранено до 650 немецких солдат и офицеров.
Указом Президиума Верховного Совета СССР от 18 августа 1945 года за «мужество и героизм, проявленные при нанесении штурмовых ударов по противнику, и успешные 145 боевых вылетов» старший лейтенант Михаил Бабкин был удостоен высокого звания Героя Советского Союза с вручением ордена Ленина и медали «Золотая Звезда» за номером 7993.

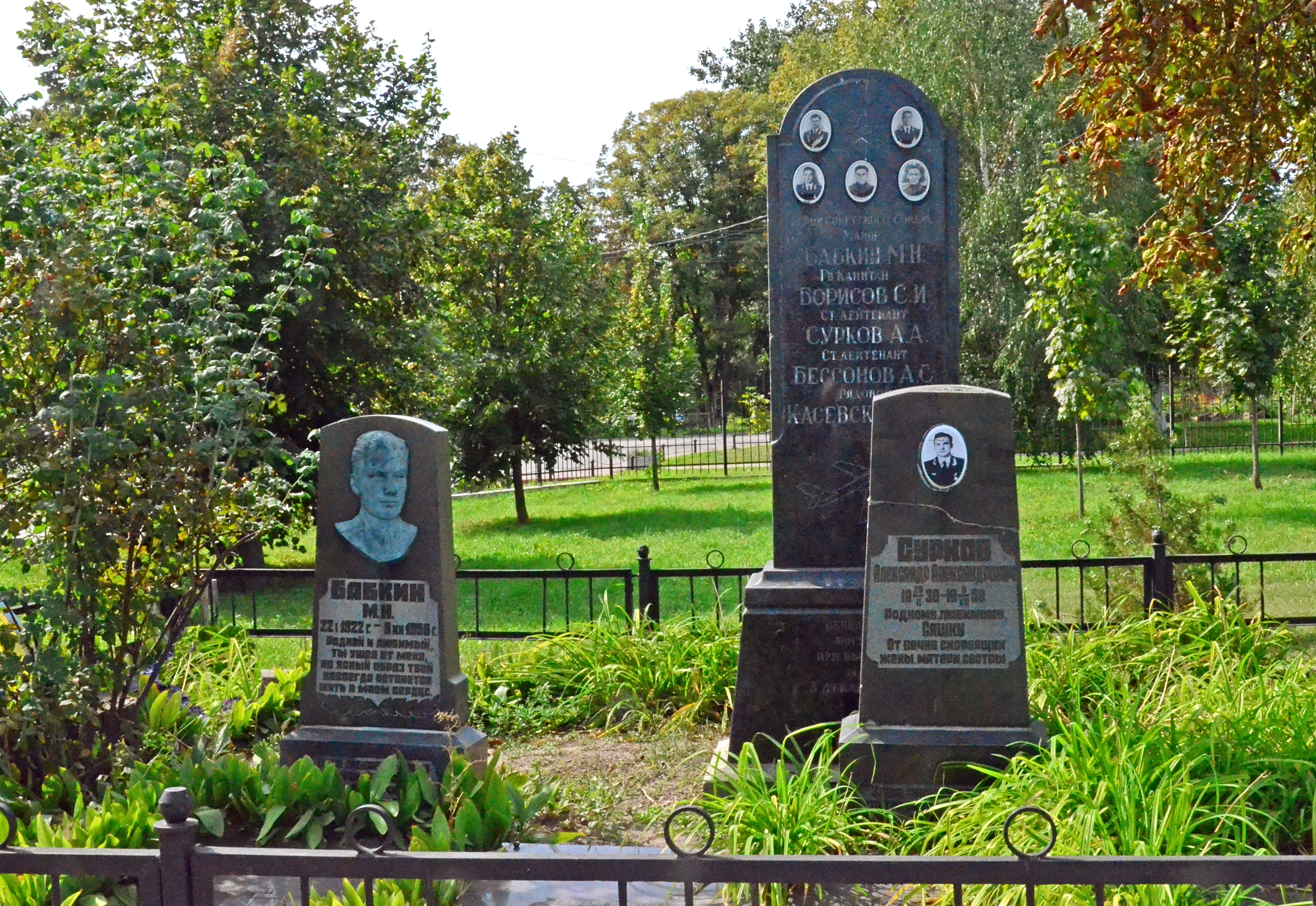
Братская могила пяти лётчиков, погибших 8 декабря 1959 года при испытательном полете, и могила Героя Советского Союза М. Н. Бабкина. г. Борисполь Киевской области

1 августа 1946 года Бабкин был уволен в запас. С 18 августа 1952 года вновь в Советской Армии. Проходил службу в 251-м гвардейском бомбардировочном авиационном полку на Украине. 8 декабря 1959 года погиб в авиакатастрофе при исполнении служебных обязанностей. Похоронен в городе Борисполь Киевской области.
Помимо ордена Ленина, вручённого вместе со звездой Героя, был награждён в 1955 году ещё одним орденом Ленина. Также был награждён четырьмя орденами Красного Знамени, орденом Отечественной войны 1-й степени, орденом Красной Звезды, рядом медалей.
Имя Бабкина носит школа-гимназия № 1 города Джалал-Абад, на здании школы установлена мемориальная доска. В городе Гродно одна из улиц носит имя М.Н. Бабкина.